# Гаро (язык)
Гаро — язык народа гаро, относится к тибето-бирманским языкам. Общее число носителей — около 900 тыс. чел., из них 780 тыс. в Индии (2007) и 120 тыс. в Бангладеш (2005). Распространён в индийском штате Мегхалая, где имеет официальный статус, а также в округах Дхубри, Гоалпара и Дарранг штата Ассам. Кроме того, используется в прилегающих районах Бангладеш.
Выделяют диалекты: абенг, ачик, аве, дакка, ганчинг, камруп. Диалект ачик — наиболее стандартизированная форма языка гаро, диалект абенг используется преимущественно в Бангладеш. Наиболее близкий к гаро язык — бодо.
Используется всеми возрастными категориями, имеет стабильное положение с увеличением числа носителей. В North-Eastern Hill University (город Шиллонг) имеется отделение языка гаро.